# Thomas Carrigan
Thomas Carrigan (né le 13 avril 1886, mort le 2 octobre 1941) est un acteur américain du cinéma muet.

## Biographie
Né à Lapeer dans l'état du Michigan en 1886, il devient acteur de théâtre et s'intéresse au cinéma du début des années 1900. Il y fait ses premiers pas dans un court métrage de Selig en 1911, et tourne une trentaine de courts-métrages jusqu'en 1914. Il poursuit sa carrière cinématographique avec différents producteurs jusqu'en 1932. Il était l'époux de l'actrice Mabel Taliaferro.

## Théâtre
- 1914 : The Deadlock
- 1917 : Mother Carey's Chickens
- 1918 : The Copperhead
- 1927 : Mongolia[3]

## Filmographie partielle
- 1911 : Getting Married
- 1911 : A New York Cowboy
- 1911 : Ten Nights in a Bar Room
- 1911 : A Fair Exchange
- 1911 : Told in Colorado
- 1911 : Montana Anna
- 1911 : A Tennessee Love Story

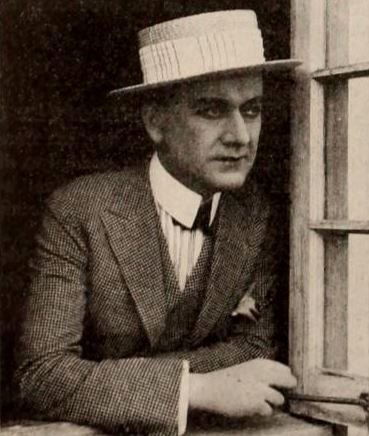
Thomas Carrigan dans Checkers en 1919

- 1911 : Why the Sheriff is a Bachelor
- 1911 : The Two Orphans
- 1912 : Cinderella
- 1917 : Peggy, the Will O' the Wisp
- 1919 : Checkers
- 1920 : Love's Flame
- 1920 : In Walked Mary de George Archainbaud
- 1921 : Room and Board
- 1932 : Tête brûlée (Airmail) de John Ford